# Lina Hurtig
Lina Hurtig (Avesta, 1995. szeptember 5. –) svéd női válogatott labdarúgó, az Arsenal csatára.

## Pályafutása

### Klubcsapatokban
15 évesen kezdte pályáját a másodosztályú Gustafs GoIF-nál. 20 mérkőzésen 14 gólt lőtt és 4 asszisztot osztott ki társainak. Nem mindennapi eredménye az LdB Malmö és Umeå IK megfigyelőinek is felkeltette az érdeklődését, végül Hurtig Umeåba szerződött.
Az észak-svéd együttessel a várt sikerek elmaradtak és a középmezőny tagjai voltak egészen a 2016-os kieső 11. pozícióig. Hurtig nem vállalta a második vonalat és kétéves kontraktust írt alá a Linköping FC-hez.
2020. augusztus 31-én a Juventus hivatalos oldalán jelentette be érkezését.
2022. augusztus 18-án az Arsenal csapatához szerződött.

### A válogatottban
A 2012-es U19-es Európa-bajnokságon aranyérmet szerzett svéd színekben.
Kanada ellen lépett első alkalommal pályára a felnőttek között 2014. novemberében.
2019-ben Svédország összes mérkőzésén szerepelt a franciaországi világbajnokságon és a Thaiföld elleni találatával nagymértékben hozzájárult a bronzérem megszerzéséhez.

## Magánélete
Csapattársával, Lisa Lantz-el 2019. augusztus 16-án házasodott össze. Közös gyermekük 2021. június 11-én született.

## Sikerei

### Klubcsapatokban
Svéd bajnok (1):
- Linköping (1): 2017

 Olasz bajnok (1):
- Juventus (1): 2020–21

 Olasz szuperkupa győztes (1):
- Juventus (1): 2020

### A válogatottban
Svédország
- Világbajnoki bronzérmes (1): 2019
- Olimpiai ezüstérmes (1): 2020[9]
- U19-es Európa-bajnoki aranyérmes (1): 2012
- Algarve-kupa győztes: 2018